# Eichhof (Kürten)
Eichhof ist ein Wohnplatz in der Gemeinde Kürten im Rheinisch-Bergischen Kreis. Er liegt an der Kürtener Sülz.

## Lage
Eichhof grenzt im Osten direkt an das Gemeindegebiet Sülze. Der Fluss Sülz bildet dabei die natürliche Grenze zwischen diesen beiden Ortsteilen. Weiter angrenzende Ortsteile sind Hungenbach, Dahl, Ahlendung und Biesfeld.

## Geschichte
Die Topographia Ducatus Montani des Erich Philipp Ploennies aus dem Jahre 1715, Blatt Amt Steinbach, belegt, dass der Ort bereits 1715 als Ort mit drei Höfen bestand und als Eichhof bezeichnet wurde. Aus der Charte des Herzogthums Berg 1789 von Carl Friedrich von Wiebeking geht hervor, dass Eichhof zu dieser Zeit Teil der Honschaft Breibach im Kirchspiel Kürten im Landgericht Kürten war.
Unter der französischen Verwaltung zwischen 1806 und 1813 wurde das Amt Steinbach aufgelöst und Eichhof wurde politisch der Mairie Kürten im Kanton Wipperfürth  im Arrondissement Elberfeld zugeordnet. 1816 wandelten die Preußen die Mairie zur Bürgermeisterei Kürten im Kreis Wipperfürth.
Eichhof gehörte zu dieser Zeit zur Gemeinde Kürten.
Der Ort ist auf der Topographischen Aufnahme der Rheinlande von 1824 und auf der Preußischen Uraufnahme von 1840 als Eichhof verzeichnet.
Ab der Preußischen Neuaufnahme von 1892 ist er auf Messtischblättern regelmäßig als Eichhof verzeichnet.
1822 lebten 30 Menschen im als Hof kategorisierten und Eichhof bezeichneten Ort. 1830 hatte der Ort 33 Einwohner. Der 1845 laut der Uebersicht des Regierungs-Bezirks Cöln als Hof kategorisierte Ort besaß zu dieser Zeit drei Wohnhäuser. Zu dieser Zeit lebten 17 Einwohner im Ort, davon alle katholischen Bekenntnisses. Die Gemeinde- und Gutbezirksstatistik der Rheinprovinz führt Eichhof 1871 mit fünf Wohnhäusern und 32 Einwohnern auf.
Im Gemeindelexikon für die Provinz Rheinland von 1888 werden fünf Wohnhäuser mit 32 Einwohnern angegeben. 1895 hatte der Ort sechs Wohnhäuser und 27 Einwohner. 1905 besaß der Ort fünf Wohnhäuser und 33 Einwohner und gehörte konfessionell zum katholischen Kirchspiel Biesfeld.
1927 wurden die Bürgermeisterei Kürten in das Amt Kürten überführt. In der Weimarer Republik wurden 1929 die Ämter Kürten mit den Gemeinden Kürten und Bechen und Olpe mit den Gemeinden Olpe und Wipperfeld zum Amt Kürten zusammengelegt. Der Kreis Wipperfürth ging am 1. Oktober 1932 in den Rheinisch-Bergischen Kreis mit Sitz in Bergisch Gladbach auf.
1975 entstand aufgrund des Köln-Gesetzes die heutige Gemeinde Kürten, zu der neben den Ämtern Kürten, Bechen und Olpe ein Teilgebiet der Stadt Bensberg mit Dürscheid und den umliegenden Gebieten kam.

## Verkehr
Im Zentrum Eichhofs verbindet sich die Lindlarer Straße mit der von Bergisch Gladbach nach Wipperfürth verlaufenden Landstraße 286 („Wipperfürther Straße“). Von der Lindlarer Straße zweigt die mit Mehr- und Einfamilienhäusern ausgestattete Straße „Im Auel“ ab. Die Straße „Im Auel“ ist der Mittelpunkt Eichhofs, da dort historisch gesehen mit die ersten Häuser der Siedlung entstanden. Er zweigt sich in „den Wiesengrund“ und die Straße „Zur Sülz“ ab. Die Straße „Zur Sülz“ ist sehr kinderfreundlich, da sich dort ein großräumiger Spielplatz befindet, der für Kinder bis 12 Jahre zugänglich ist.

## Infrastruktur
In diesem Zentrum findet man einen Supermarkt. Im Laufe der Zeit haben sich weitere kleine Betriebe angesiedelt, darunter eine Fahrschule, eine Gold- und Platinschmiede, ein chinesischer Imbiss und weitere. Eichhof verfügt über ein Altenheim und einen Kindergarten. Von der Dorfgemeinschaft werden in der Regel ein Sommerfest, gelegentlich verbunden mit einem Flohmarkt und ein St Martinsfeuer veranstaltet.
In der „Alten Schule“ wird nicht mehr unterrichtet. Hier befand sich lange Zeit ein Jugendzentrum. Heute wird sie von der Kürtener Musikschule genutzt und soll für mehr dörfliches Zusammenleben zur Verfügung stehen.

## Wanderwege
Eichhof besitzt an der Straße Im Auel einen Wanderparkplatz. Auf drei Rundwanderwegen (A1, A2 und A3) lässt sich die nähere Umgebung erwandern. Der Bergische Panoramasteig tangiert den Ort im Südwesten („Zum Wickchen“) und zusätzlich bei Dahl (Kürten) – zudem verlaufen der Wanderweg „Rund um Kürten“ (K im Kreis) und ein Hauptwanderweg (>4) (Lindlar – Kürten) des SGV durch den Ort.

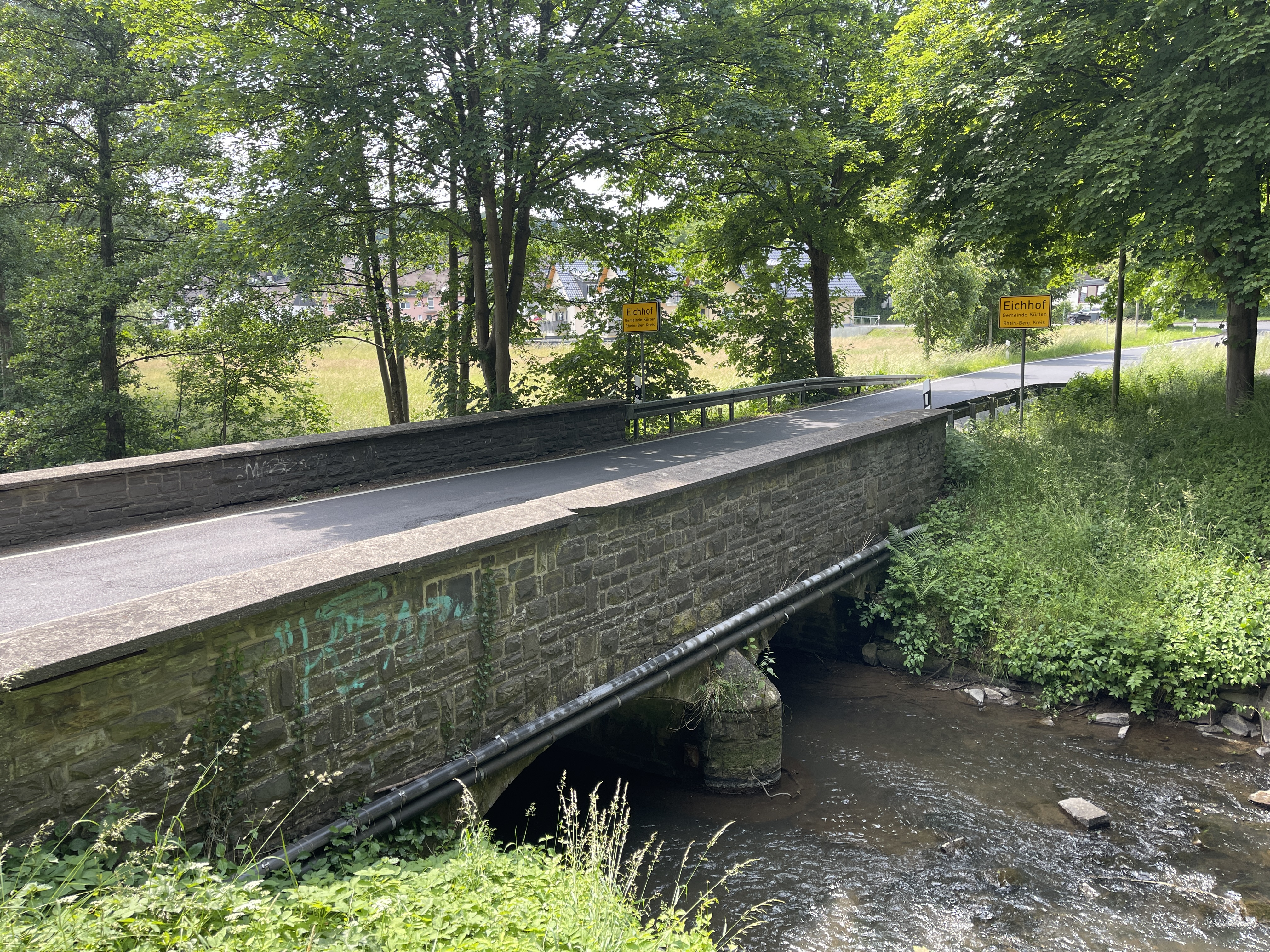
Brücke zw. Eichhof und Sülze
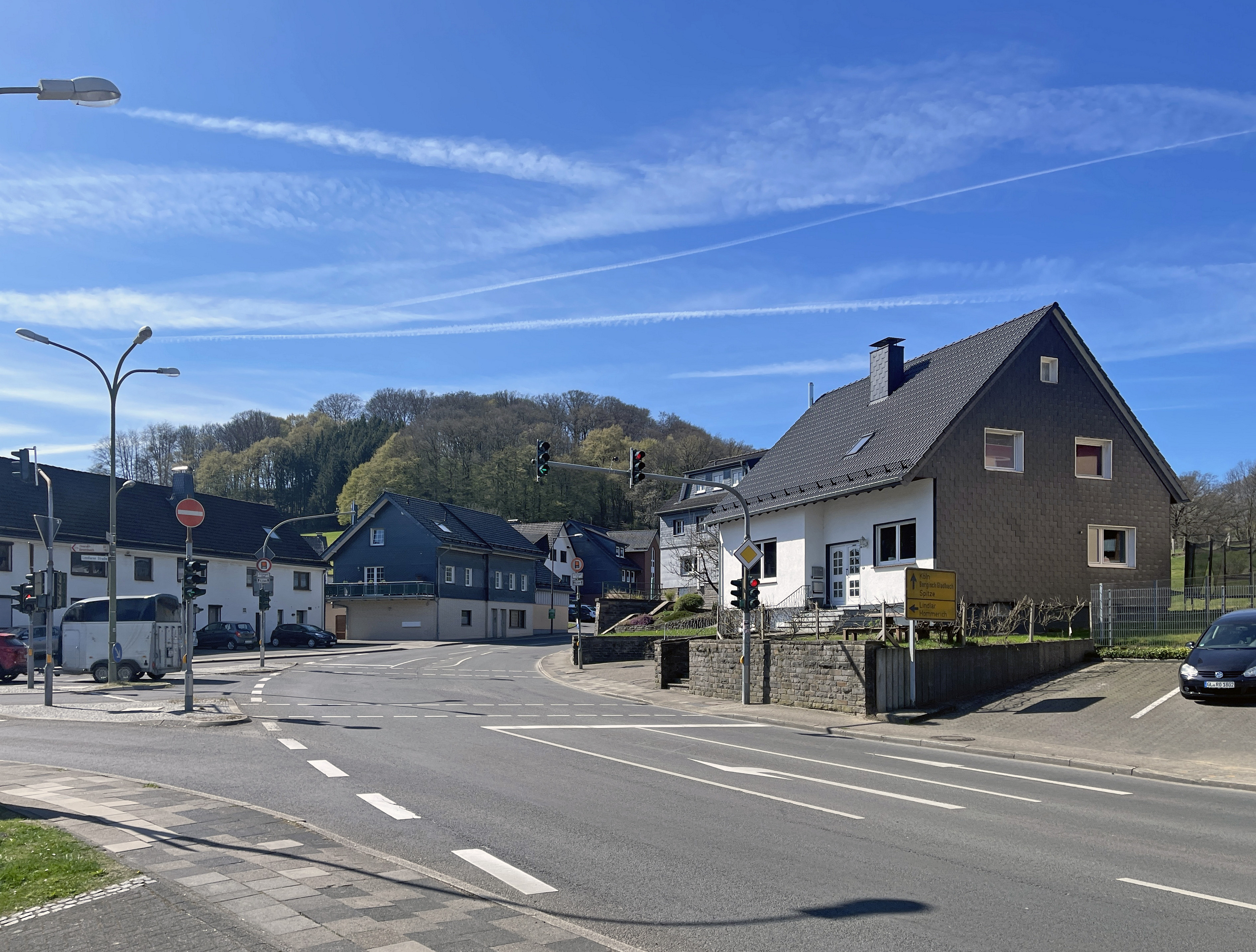
Wipperfürther Str. (L286) an der  Abzw. Lindlarer Str. (L304)
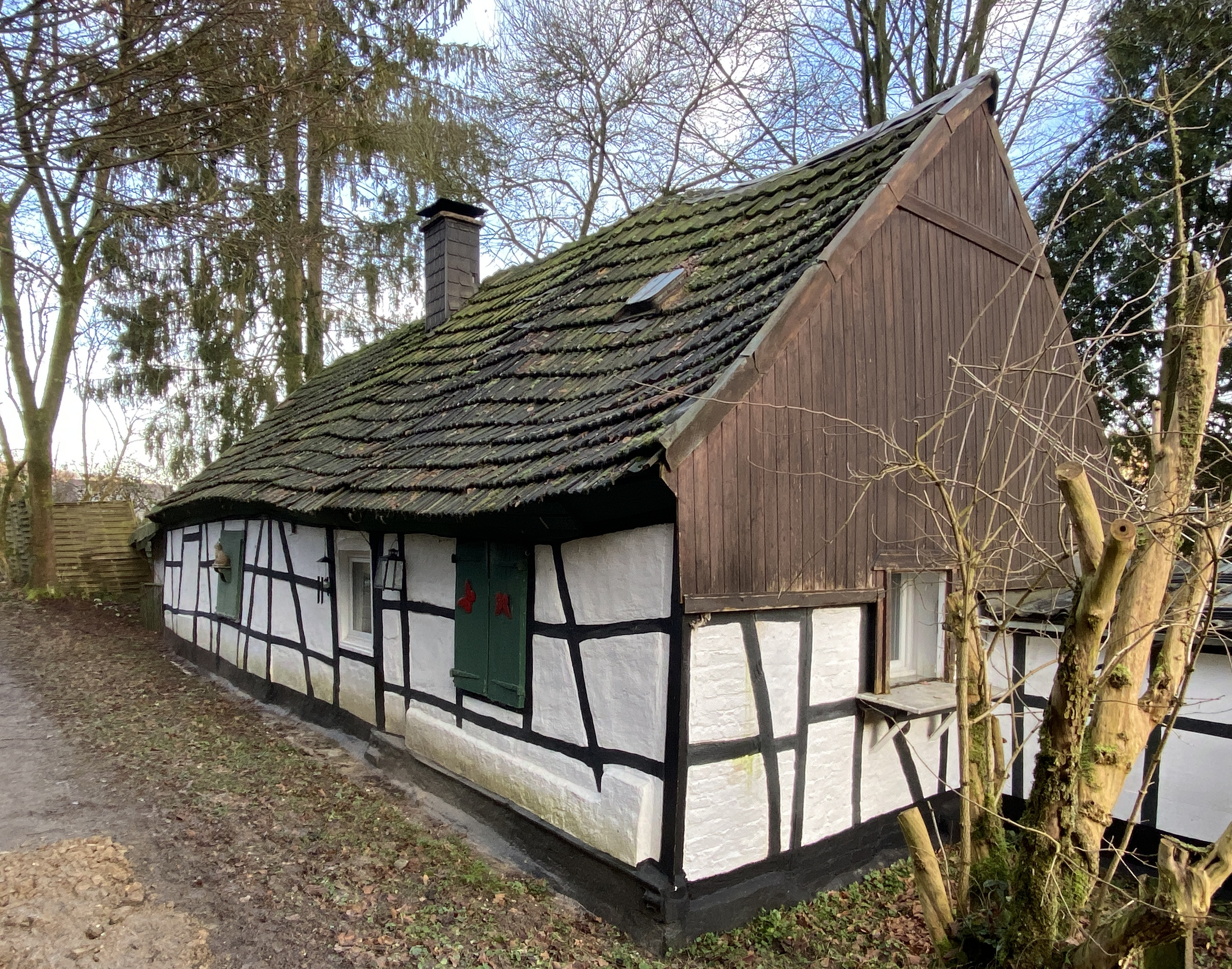
Im Auel (Kürten-Eichhof) – Historische Bausubstanz
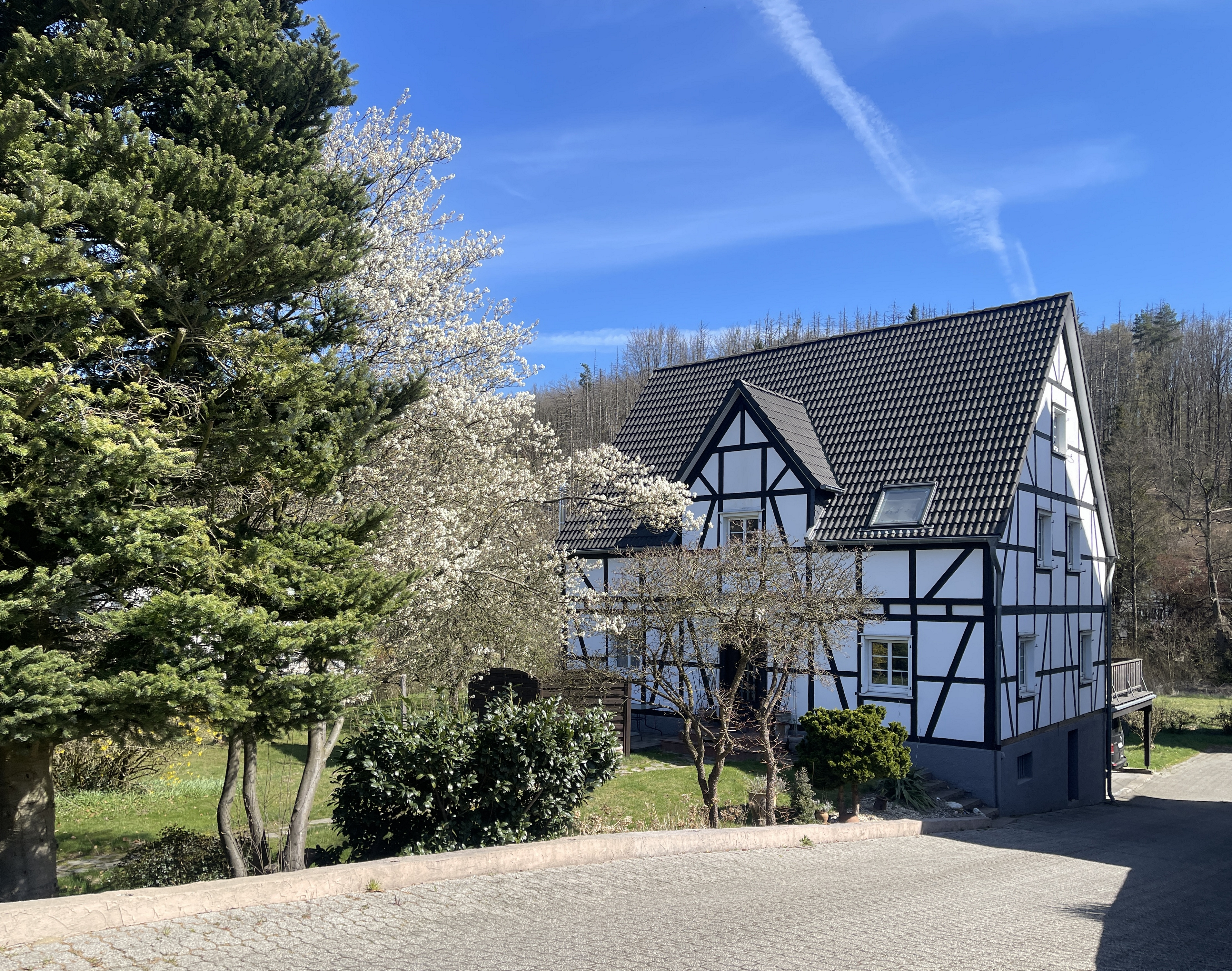
Fachwerkhaus in Eichhof
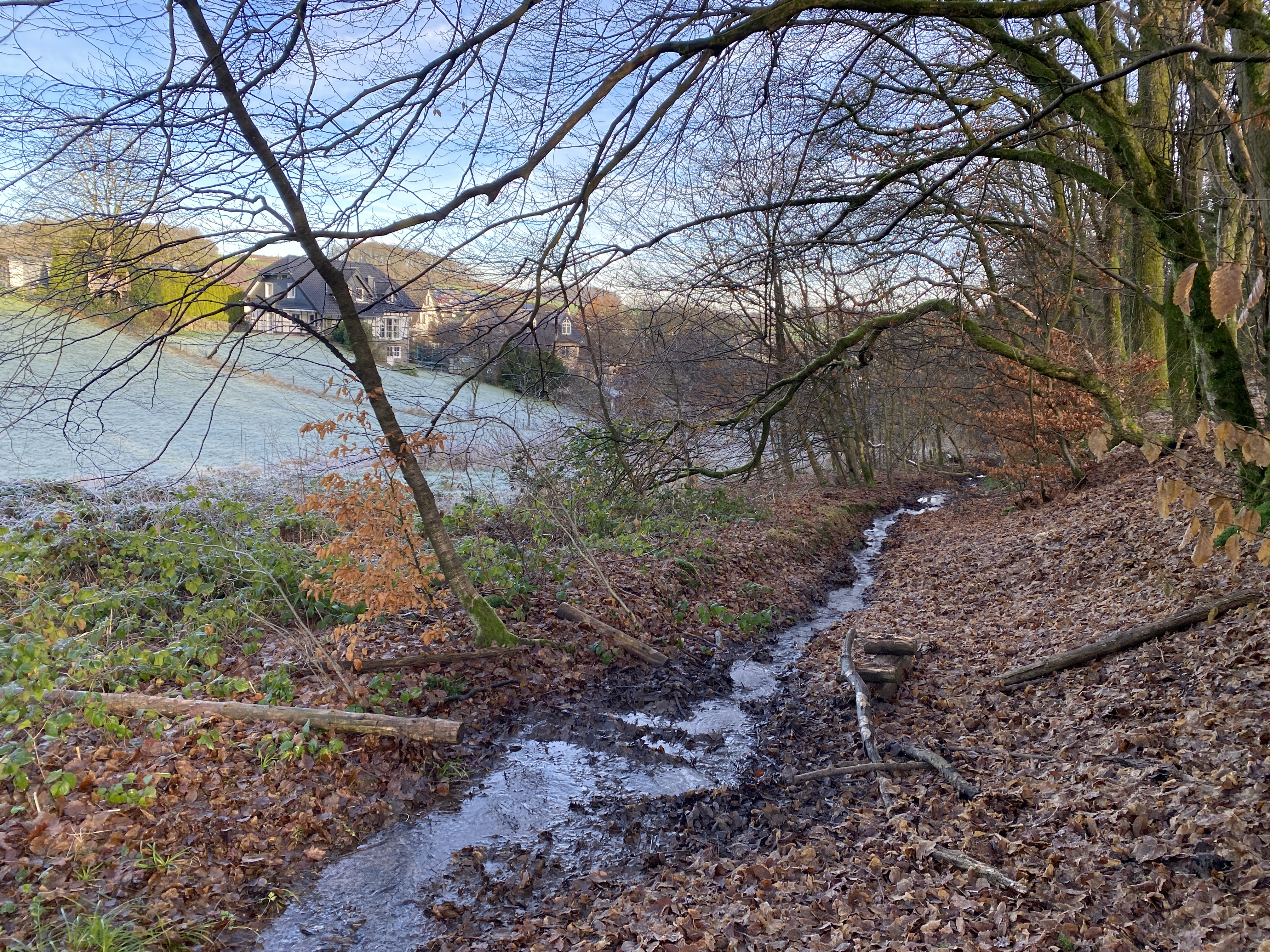
Bach südl. „Zum Wickchen“
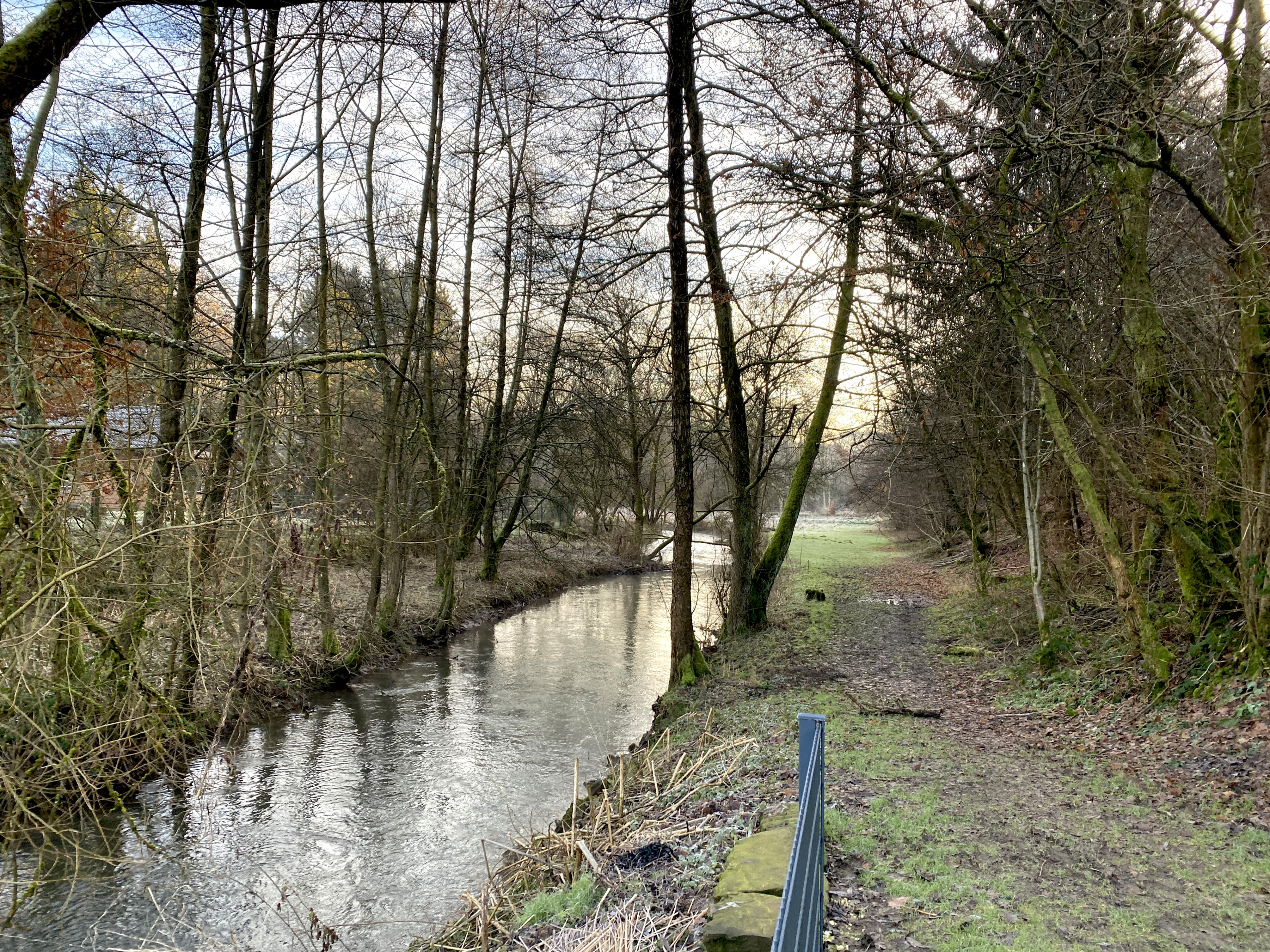
Die Kürtener Sülz in Eichhof